# Манне
Ма́нне — село в Україні, у Прибужанівській сільській громаді Вознесенського району Миколаївської області. Населення становить 396 осіб. До 2016 року орган місцевого самоврядування — Новосілківська сільська рада.

## Пам'ятки
В околицях села Манне знаходиться проєктований заказник в урочищі Балка Глибока.